# Lattanzio Bonastri da Lucignano
Lattanzio Bonastri da Lucignano (né vers 1550 à Lucignano dans la province d'Arezzo - mort à Rome vers 1583) est un peintre italien maniériste qui fut actif dans la deuxième moitié du XVIe siècle.  

## Biographie
Lattanzio Bonastri da Lucignano est surtout connu pour avoir été l'élève et l'assistant du peintre El Greco.
Il travailla à Sienne pour la confrérie de sainte Catherine in Fontebranda où il réalisa les tableaux d'une Sainte Catherine convertissant un homme torturé et divers portraits de bienfaiteurs. Ensuite il retourna à Lucignano et se rendit à Rome.
Assistant du Greco avec Francesco Preboste jusqu'en 1576, il ne l'accompagnera pas en Espagne et mourut accidentellement à Rome en tombant d'un échafaudage à l'âge de 35 ans environ.

## Œuvres
- Sainte Catherine invoquant le Christ pour la conversion de deux condamnés à mort,
- Putti se penchant au-dessus d'une balustrade (v. 1583), Sala delle perspettive dipinte, Palais Altemps,Rome.
- Sainte Catherine convertissant un homme torturé (1567), Oratoire de Santa Caterina in Fontebranda, Sienne.